# Philipp Auerbach
Pour les articles homonymes, voir Auerbach.
Philipp Auerbach, né à Hambourg le 8 décembre 1906 et mort le 16 août 1952, fut, de 1946 à 1951, commissaire d'État pour les persécutés raciaux, religieux et politiques (Staatskommissar für rassisch, religiös und politisch Verfolgte) à Munich.
Cofondateur du Vereinigung der Verfolgten des Naziregimes (VVN), il avait pour principal domaine de compétence les réparations aux victimes du régime nazi. Il était en outre membre de la direction du Conseil central des Juifs d'Allemagne (Zentralrat der Juden in Deutschland). En 1951, un procès lui fut intenté. Dans la nuit suivant le jugement, il se suicida. Une commission d'enquête du parlement bavarois le réhabilita en 1954.

## Carrière
Philipp Auerbach naît à Hambourg le 8 décembre 1906 de parents allemands appartenant à la communauté juive. Il fut membre de divers cercles juifs, du DDP (Deutsche Demokratische Partei) et de la Reichsbanner Schwarz-Rot-Gold, organisme paramilitaire antinazi et anticommuniste. En 1934, il se réfugia en Belgique avec sa femme et ses enfants. Là, il mit sur pied une usine chimique et une firme d'import-export. Ses entreprises occupaient parfois deux mille travailleurs. Pendant la guerre d'Espagne, il soutint le camp républicain en lui fournissant de l'essence et des produits chimiques. En 1940, lors de l'invasion de la Belgique, il fut arrêté par les nationaux-socialistes et déporté dans plusieurs camps de concentration, notamment Buchenwald et Auschwitz. Selon le site Jewish Virtual Library, « Auerbach attesta qu'à Auschwitz, il avait été forcé de fabriquer du savon à partir de restes humains ». Toutefois, ce même site renvoie à ce sujet à une autre de ses pages, selon laquelle la fabrication de savon à partir de restes humains par les Nazis serait une légende. En 1945, à l'instar d'autres prisonniers des camps situés à l'Ouest, Auerbach est libéré par les Forces américaines et s'installe à Düsseldorf, où il obtient un poste dans un organisme gouvernemental, l'Assistance aux persécutés politiques, religieux et raciaux (Fürsorge für politisch, religiös und rassisch Verfolgte). Il entre au SPD. Ses procédés de dénazification le rendirent suspect aux yeux des autorités militaires britanniques d'occupation. Pour les motifs, entre autres, de manquement à la discipline et d'usurpation de titre académique, il est licencié le 15 janvier 1946.
Le 15 septembre 1946, il devient commissaire de l'État de Bavière pour les persécutés raciaux, religieux et politiques (Staatskommissar für rassisch, religiös und politisch Verfolgte) à Munich. Il a pour domaine de compétence les réparations aux victimes du régime nazi. Ses missions sont très diverses. Il s'occupe des demandes de conseils juridiques, de relogement, de réinsertion dans l'économie, d'indemnités financières. Il participe en outre à la dénazification et contribue ainsi à l'arrestation d'anciens membres particulièrement actifs du parti nazi. Il aide plus de 80 000 personnes déplacées à émigrer. Il collabore aussi à la création des lois allemandes de restitution — Deutsche Wiedergutmachungspolitik — et témoigne lors du procès des ministères en février 1948.
Philipp Auerbach voulait réhabiliter toutes les victimes. Il introduit notamment le concept de « persécution érotique », qui correspond, à peu près, au concept, mis en usage depuis lors, de harcèlement sexuel, et réclame à ce titre des réparations pour des victimes s'estimant lésées de la sorte, ainsi que pour la communauté tsigane. Son successeur, Karl Heßdörfer, le décrivait comme « un homme colérique à traits de caractère marqués : avide de pouvoir, narcissique, despotique, mais aussi serviable, complaisant et désintéressé. Il était très aimé de ses collaborateurs (même non juifs). Il faisait fi de toutes les directives, son style de gestion avait quelque chose de chaotique ». Auerbach travaillait sans vraiment se conformer aux structures bureaucratiques. Dans son double rôle de représentant de l'État et de représentant juif des persécutés et victimes du régime nazi, il critiquait ouvertement les propos parfois antisémites et les jugements trop indulgents produits par certaines cours de justice affectées à la dénazification. Il outrepasse souvent son domaine de compétences, polarise l'hostilité et se fait beaucoup d'ennemis. Déjà pendant[réf. souhaitée] ses séjours dans des camps de concentration couraient contre lui des accusations non prouvées de collaboration avec des Kapos. Bientôt, la VVN (Vereinigung der Verfolgten des Naziregimes – Bund der Antifaschistinnen und Antifaschisten), après qu'Auerbach, qui en était membre fondateur, en eut démissionné, parce que membre du SPD et parce qu'elle avait pris des orientations communistes, fit campagne contre lui. Des organisations juives prirent position contre lui parce qu'il cherchait à empêcher une réparation de type forfaitaire (un montant global et non au cas par cas). Pour de larges couches de la population également, et pour les médias, il devint une sorte de « croquemitaine ». Ses principaux adversaires étaient le ministre de la Justice Josef Müller et les autorités militaires américaines. À partir de 1949, Josef Müller fit rassembler par un procureur tous les chefs d'accusation contre Auerbach. Rappelons qu'Auerbach avait d'abord été soutenu par les autorités militaires américaines, mais, une fois que la plupart des personnes déplacées eurent émigré et qu'il eut témoigné lors du procès des Ministères, il ne fut plus employé. Des buts nouveaux, comme la lutte contre le communisme et la politique de reconstruction et de réconciliation, reçurent la priorité. Josef Müller et les autorités militaires américaines furent les principaux responsables des plaintes et du procès contre Philipp Auerbach, et donc de sa stigmatisation.

## Le procès et ses suites
(mars 2009).
Si vous disposez d'ouvrages ou d'articles de référence ou si vous connaissez des sites web de qualité traitant du thème abordé ici, merci de compléter l'article en donnant les références utiles à sa vérifiabilité et en les liant à la section « Notes et références ».
Auerbach fut inculpé de concussion (3 faits), extorsion (2 faits), abus de confiance (5 faits), escroquerie (4 faits), fausses déclarations sous serment en connaissance de cause (2 faits), usurpation d'un titre académique (1 fait), infraction à la loi sur la monnaie (1 fait). Le point central de l'accusation était l'affaire « Wildflecken », dans laquelle Auerbach aurait essayé de recevoir des services de dédommagement de Stuttgart 250 000 DM pour 111 personnes déplacées juives fictivement désireuses d'émigrer.
Tout le personnel du procès avait un passé national-socialiste. Le juge Josef Mulzer avait été premier juge au conseil de guerre et avait travaillé comme collègue de Josef Müller dans le cabinet d'avocat de celui-ci. Un assesseur avait appartenu à la SA. L'autre assesseur, le président, le procureur et l'expert psychiatre étaient d'anciens membres du parti nazi.
Il ne fut pas permis à Auerbach de faire une déclaration exposant l'arrière-plan politique de l'affaire. Le principal témoin à charge faisait l'objet d'une instruction du chef de parjure et fut condamné plus tard à un an de prison. Le procès présentait des aspects antisémites accentués. L'avocat d'Auerbach reçut des lettres d'injures contenant des expressions telles que « fangeux cochon juif échappé à l'abattoir ». Le juge répondit à ce sujet qu'il recevait lui aussi des lettres d'injures. Quand l'avocat fit allusion à la détention d'Auerbach dans des camps de concentration, le juge répliqua qu'il avait lui aussi été dans les camps russes pour prisonniers, et défalquait son sort de celui du prisonnier. La presse, notamment la Süddeutsche Zeitung et Der Spiegel attisait l'antisémitisme contre Auerbach. Immédiatement après la fin du procès de Nuremberg, il se déroulait de nouveau en Allemagne un important procès, dont il y eut des comptes rendus notamment dans le New York Times.
Les témoignages déchargèrent Auerbach; certains témoins à charge se rétractèrent. Néanmoins, Auerbach fut déclaré coupable, entre autres choses, de tentative d'extorsion (1 fait), de corruption (3 faits), d'abus de confiance (4 faits), tentative de fausses déclarations sous serment (2 faits), concussion et usurpation d'un titre académique, et condamné à deux ans et demi de prison et à 2 700 DM d'amende. Il fit lui-même un parallèle avec l'affaire Dreyfus. Il se reconnut coupable d'usurpation d'un titre académique. Dans la nuit qui suivit le jugement, il se donna la mort en absorbant une dose excessive de somnifère. Dans une lettre d'adieux, il écrivit entre autres : « Je ne me suis jamais enrichi personnellement et je ne puis supporter ce jugement déshonorant. Je me suis battu jusqu'au bout, mais en vain. ».
Auerbach fut réhabilité par une commission d'enquête du parlement bavarois en 1954.
Selon W. Kraushaar, le climat de l'affaire Auerbach illustre le fait que « chaque délit commis par un Juif était comme une justification des crimes des Nazis » .